# Ideratus sagdus
Ideratus sagdus är en skalbaggsart som först beskrevs av Monné och Martins 1972.  Ideratus sagdus ingår i släktet Ideratus och familjen långhorningar. Inga underarter finns listade i Catalogue of Life.